# Richard Curtis
Richard Whalley Anthony Curtis, CBE (ur. 8 listopada 1956 w Wellington) – brytyjski reżyser filmowy i telewizyjny, scenarzysta oraz producent filmowy.
Jest absolwentem Uniwersytetu Oksfordzkiego, który skończył z pierwszą lokatą na kierunku Literatura i język angielski. Kawaler Orderu Imperium Brytyjskiego (MBE) oraz Komandor Orderu Imperium Brytyjskiego (CBE). W 2024 został laureatem nagrody im. Jeana Hersholta za działalność humanitarną.

## Filmy według scenariusza Curtisa
- Cztery wesela i pogrzeb (1994)
- Notting Hill (1999)
- Dziennik Bridget Jones (2001)
- To właśnie miłość (2003, także reżyseria)
- Bridget Jones: W pogoni za rozumem (2004)
- Radio na fali (2009)
- Czas na miłość (About Time) (2013)

### Telewizja
| Rok       | Film                               | Uwagi                                  |
| --------- | ---------------------------------- | -------------------------------------- |
| 1979–1982 | Not the Nine O’Clock News          | Scenarzysta                            |
| 1983–1989 | Czarna Żmija                       | Scenarzysta                            |
| 1984–1985 | Spitting Image                     | Scenarzysta                            |
| 1991      | Bernard and the Genie              | Scenarzysta                            |
| 1990–1995 | Jaś Fasola                         | Scenarzysta                            |
| 1994–2007 | Pastor na obcasach                 | Scenarzysta/Współ-producent            |
| 1999–2007 | Robbie the Reindeer                | Scenarzysta                            |
| 2005      | The Girl in the Café               | Scenarzysta/Producent wykonawczy       |
| 2007      | Na sygnale                         | Scenarzysta (1 odcinek)                |
| 2008      | The No. 1 Ladies' Detective Agency | Scenarzysta/Producent wykonawczy       |
| 2010      | Doktor Who                         | Scenarzysta (odcinek Vincent i Doktor) |